# باب بیدوییه (بردسیر)
باب بیدوییه (بردسیر)، روستایی از توابع.بخش گلزار|بخش مرکزی شهرستان بردسیر در استان کرمان ایران است.

## جمعیت
این روستا در دهستان گلزار قرار دارد و براساس سرشماری مرکز آمار ایران در سال۹۶، جمعیت آن ۳۲۰ نفر(۴۰(خانوار ) بوده‌است.